# NGC 1275
Pour les articles homonymes, voir Perseus.
NGC 1275 (Caldwell 24) est une vaste galaxie lenticulaire située dans la constellation de Persée. NGC 1275 a été découverte par l'astronome germano-britannique William Herschel en 1786.

## Caractéristiques
NGC 1275 est une galaxie active de type Seyfert 2. NGC 1275 est aussi une galaxie lumineuse dans l'infrarouge (LIRG) et c'est une radiogalaxie à spectre continu (Flat-Spectrum Radio Source). Elle présente des raies radio étroites (NLRG: narrow-line radio galaxy) faiblement excités (LEG : low-excitation narrow-line radio galaxy).

### Distance
Sa vitesse par rapport au fond diffus cosmologique est de 5 104 ± 16 km/s, ce qui correspond à une distance de Hubble de 75,3 ± 5,3 Mpc (∼246 millions d'al).
À ce jour, neuf mesures non basées sur le décalage vers le rouge (redshift) donnent une distance de 69,044 ± 9,461 Mpc (∼225 millions d'al), ce qui est à l'intérieur des valeurs de la distance de Hubble. Notons cependant que c'est avec la valeur moyenne des mesures indépendantes, lorsqu'elles existent, que la base de données NASA/IPAC calcule le diamètre d'une galaxie et qu'en conséquence le diamètre de NGC 1275 pourrait être d'environ 76,6 kpc (∼250 000 al) si on utilisait la distance de Hubble pour le calculer. 

### Luminosité dans l'infrarouge
La luminosité de NGC 1275 dans l'infrarouge lointain (de 40 à 400 µm)  est égale à 7,24 × 1010 {\displaystyle L_{\odot }} (1010,86{\displaystyle L_{\odot }}) et sa luminosité totale dans l'infrarouge (de 8 à 1 000 µm) est de 1,58 × 1011 {\displaystyle L_{\odot }} (1011,20{\displaystyle L_{\odot }}).

### Classification
En fait, NGC 1275 se compose de deux galaxies, l'une centrale de type cD et l'autre une galaxie HVS, de l'anglais « high velocity system ». La galaxie HVS est en face de NGC 1275 et elle se déplace vers celle-ci à une vitesse de 3 000 km/s. On pense que la galaxie HVS fusionnera avec NGC 1275.

### Dynamique
La galaxie HVS est à au moins 200 000 années-lumière de NGC 1275 et elle exerce donc peu d'influence sur cette dernière. Cependant, la force de marée exercée par NGC 1275 sur la galaxie HVS et la pression dynamique engendrée par son déplacement dans le milieu intra-amas de Persée la dépouille de ses gaz et produit une formation intense d'étoiles dans celle-ci.
NGC 1275 renferme un réseau massif de filaments lumineux présentant plusieurs raies spectrales d'émission. Ces filaments sont apparemment poussés vers l'extérieur par des bulbes de plasma venant du noyau actif de la galaxie et se déplaçant à des vitesses relativistes. De longs filaments faits de gaz chauffé à plusieurs millions de degrés s'étendent au-delà de la galaxie et sont la source de rayons X qui baignent l'amas. La masse des gaz contenus dans un filament typique est d'environ un million de masses solaires. Ils ont une épaisseur de seulement 200 années-lumière, mais ils peuvent souvent s'étirer jusqu'à 200 000 années-lumière.
L'existence prolongée de ces filaments constitue cependant un dilemme. Malgré leur température élevée, ils sont néanmoins plus froids que le milieu intergalactique. On ne sait pas pourquoi ils existent depuis longtemps, ou pourquoi ils ne se sont pas réchauffés, ou dissipés ou encore effondrés pour former des étoiles,. L'une des hypothèses envisagées est la présence d'un faible champ magnétique (environ le dix-millième de celui de la Terre) qui exercerait une force suffisante sur les ions des filaments pour les maintenir ensemble,.
NGC 1275 contient énormément d'hydrogène moléculaire, environ 13 milliards de masses solaires. Cet hydrogène semble provenir du milieu intergalactique de l'amas. Le flot d'hydrogène moléculaire plus froid nourrit à la fois le noyau actif de NGC 1275 et il est la source d'une intense formation d'étoiles.

## Trou noir supermassif
Selon les auteurs d'un article publié en 2002, la masse du trou noir central de NGC 1275 est de 3,24 x 108{\displaystyle M_{\odot }} (108,51{\displaystyle M_{\odot }}).  
Selon les auteurs d'un article publié en 2005 la masse du trou noir supermassif de NGC 1275 est d'environ 340 millions de masses solaires est tapi au centre de NGC 1275.
Selon les auteurs d'un article publié en 2012, la connaissance de la masse d'un trou noir central et du taux d'accrétion par celui-ci permet d'estimer le taux de formation d'étoiles dans la région centrale des galaxies de type Seyfert. Ce taux pour NGC 1275 serait à l'intérieur d'un rayon de 1 kpc de 0,65 {\displaystyle M_{\odot }}/an.

## Supernova
Deux supernovas ont été découvertes dans NGC 1275 : SN 1968A et SN 2005mz.

### SN 1968A
Cette supernova a été découverte le 25 janvier 1968 par l'astronome hongrois Miklós Lovas. Le type de cette supernova n'a pas été déterminé.

### SN 2005mz
Cette supernova a été découverte le 31 décembre 2005 par les astronomes amateurs américains Tim Puckett et Mike Peoples ainsi que par l'astronome amateur canadien Jack Newton. Cette supernova était de type Ia.

## Groupe de NGC 1275
NGC 1275 est la plus grosse galaxie d'un groupe de galaxies qui portent son nom. Le groupe de NGC 1275 compte au moins 48 membres dont NGC 1224, NGC 1267, NGC 1270, NGC 1273, NGC 1275, NGC 1277, NGC 1279, IC 288, IC 294, IC 310 et IC 312. Le groupe de NGC 1275 fait partie de l'amas de Persée (Abell 426).

## Amas de Persée
NGC 1275 correspond à la radiogalaxie Perseus A et c'est le membre dominant de l'amas de Persée. Elle est située près du centre de l'amas de Persée.

## Galerie

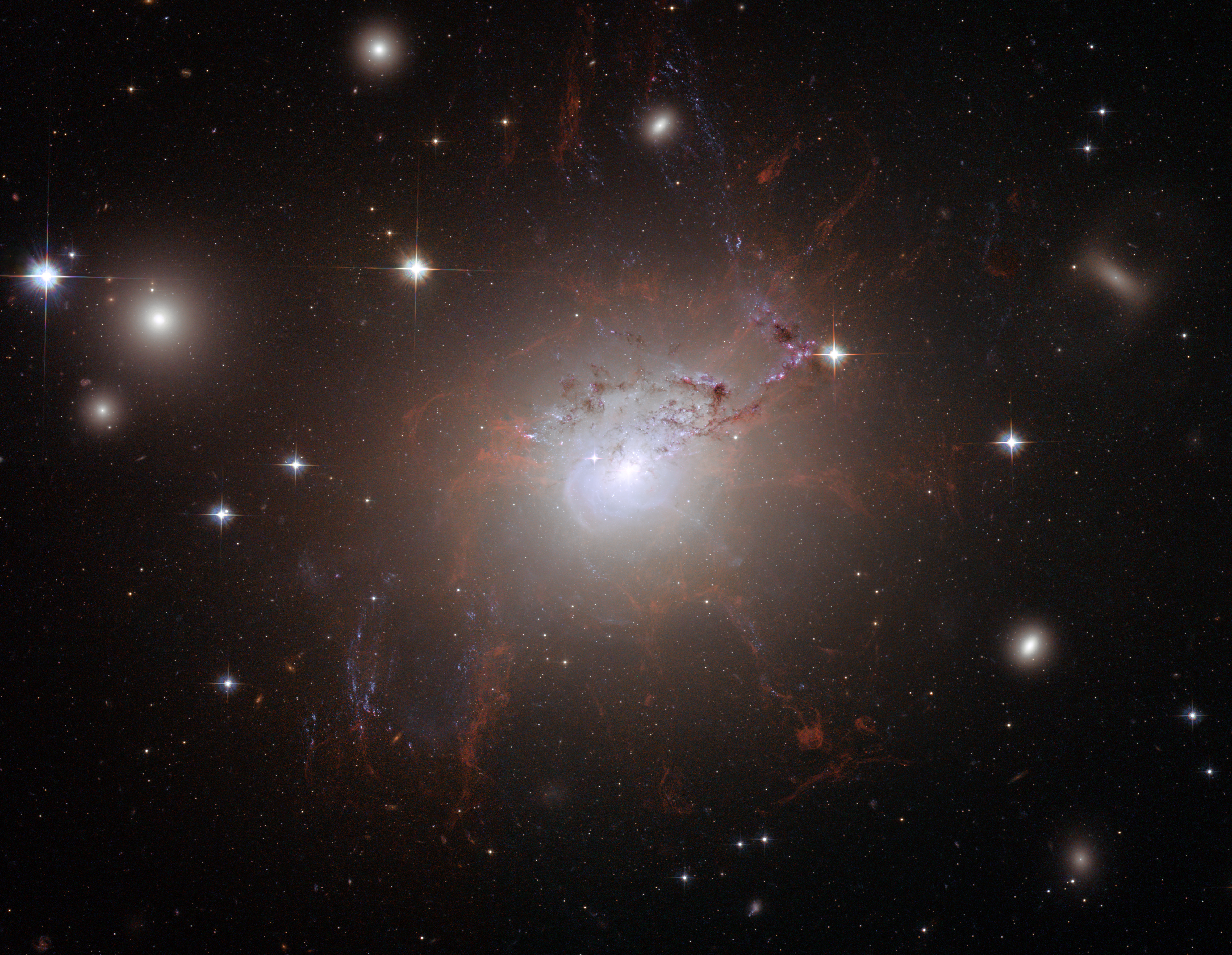
L'image de NGC 1275 par le télescope spatial Hubble révèle la fine structure des filaments gazeux qui entourent la galaxie.
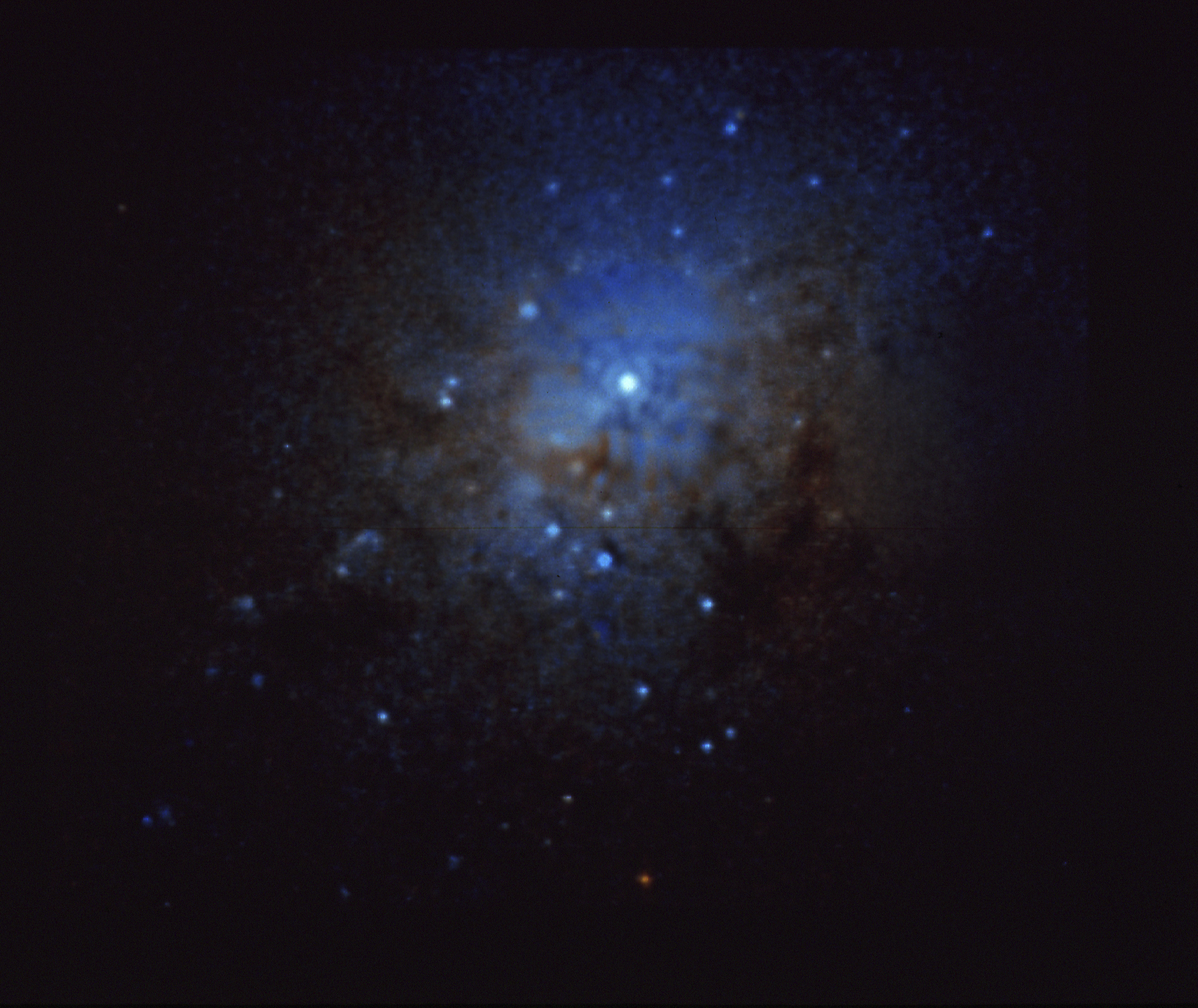
Cette image de NGC 1275 par le télescope spatial Hubble montre le centre de cette galaxie.
Cette image[26] de NGC 1275 est une composition réunissant des données captées en lumière visible (Hubble), en rayon X (Chandra) et en onde radio (VLA (NRAO)).